# Домбрувка (Янівський повіт)
Домбрувка (пол. Dąbrówka) — село в Польщі, у гміні Поток-Великий Янівського повіту Люблінського воєводства.
Населення — 212 осіб (2011).
У 1975-1998 роках село належало до Тарнобжезького воєводства.

## Демографія
Демографічна структура станом на 31 березня 2011 року:
|          | Загалом | Допрацездатний вік | Працездатний вік | Постпрацездатний вік |
| -------- | ------- | ------------------ | ---------------- | -------------------- |
| Чоловіки | 100     | 17                 | 68               | 15                   |
| Жінки    | 112     | 24                 | 59               | 29                   |
| Разом    | 212     | 41                 | 127              | 44                   |